# Hôpital de Cilaos
L'hôpital de Cilaos est un hôpital français situé à Cilaos, sur l'île de La Réunion. Il dépend du Centre hospitalier universitaire de La Réunion.